# Бывает и хуже (сезон 3)
Третий сезон американского ситкома «Бывает и хуже», премьера которого состоялась на канале ABC 21 сентября 2011 года, а заключительная серия вышла 23 мая 2012 года, состоит из 24 эпизодов.

## В ролях
| - Патриция Хитон — Фрэнсис «Фрэнки» Хэк - Нил Флинн — Майкл «Майк» Хэк мл. - Чарли Макдермотт — Аксель Хэк - Иден Шер — Сью Хэк - Аттикус Шаффер — Брик (Блок) Хэк |

## Эпизоды
| № общий | № в сезоне | Название                                              | Режиссёр                      | Автор сценария                                                        | Дата премьеры    | Произв. код   | Зрители в США (млн) |
| --- | ---------- | ----------------------------------------------------- | ----------------------------- | --------------------------------------------------------------------- | ---------------- | ------------- | ------------------- |
| 4950 | 12         | «Forced Family Fun» «Принудительное семейное веселье» | Ли Шаллат-Чемел Кен Уиттингем | Виджал Пател                                                          | 21 сентября 2011 | 3X6901 3X6902 | 9,74                |
| С приближением осени Фрэнки понимает, что Хэки провели лето в Орсоне, а все соседи куда-нибудь ездили. Фрэнки просит Майка о коротком и дешевом путешествии с детьми, и единственное что им приходит в голову - это кемпинг. Дети отказываются наслаждаться поездкой, а Фрэнки вспоминает о неудачном медовом месяце в кемпинге с участием Ники (Рэй Романо), школьного друга Майка. |            |                                                       |                               |                                                                       |                  |               |                     |
| 51 | 3          | «Hecking Order» «Порядок Хэков»                       | Эллиот Хигарти                | Рой Браун                                                             | 28 сентября 2011 | 3X6903        | 8,68                |
| Майк узнает, что Брик пропускает уроки физкультуры, и отправляется поговорить с новым учителем сына (Корд Оверстрит). Сью - новичок в старшей школе, и чтобы не разговаривать с ней на переменах, Аксель вынуждает сестру сменить расписание занятий. Теперь после урока плаванья у нее очень мало времени на то, чтобы дойти до класса. Фрэнки в шоке, так как дети считают, что Майк лучше справляется с домашним хозяйством. |            |                                                       |                               |                                                                       |                  |               |                     |
| 52 | 4          | «Major Changes» «Большие перемены»                    | Ли Шаллат-Чемел               | Эйлин Хейслер и Диэнн Хелайн                                          | 5 октября 2011   | 3X6903        | 9,13                |
| Фрэнки случайно перекусывает обрезанными ногтями Акселя и после этого унизительного происшествия говорит семье, что в доме нужны серьезные перемены, собирает вещи и уходит. Не сообщая семье, Фрэнки отправляется к матери за советом как справиться с трудной ситуацией. Майк отправляется за Фрэнки, в то время как Брик постоянно говорит о каталоге заказа еды, Сью переживает о жизни в неполной семье, а Аксель сходит с ума, когда выясняет, что Фрэнки забрала его кепку. |            |                                                       |                               |                                                                       |                  |               |                     |
| 53 | 5          | «The Test» «Тест»                                     | Эллиот Хигарти                | Тим Хоберт                                                            | 12 октября 2011  | 3X6904        | 8,87                |
| Аксель не подготовился к предварительным экзаменам, к большому разочарованию Фрэнки, которая боится за будущее сына. Сью ожидает результатов испытаний в команду поддержки. Майк пытается сделать Брика жестче, когда узнает, что над ним издеваются в школе. |            |                                                       |                               |                                                                       |                  |               |                     |
| 54 | 6          | «Bad Choices» «Плохой выбор»                          | Ли Шаллат-Чемел               | Джана Хантер и Митч Хантер                                            | 19 октября 2011  | 3X6906        | 9,13                |
| Фрэнки и Майк думают переехать в квартиру, так как ее содержать легче, чем собственный дом. Аксель претворяется больным, чтобы избежать теста и попасть на вечеринку. Сью и Брэд готовят сценку об опасностях пьяного вождения и использования телефона за рулем. Брик цитирует Шекспира. |            |                                                       |                               |                                                                       |                  |               |                     |
| 55 | 7          | «Halloween II» «Хэллоуин 2»                           | Эллиот Хигарти                | Дэвид С. Розенталь                                                    | 26 октября 2011  | 3X6907        | 10,16               |
| Сью идет на вечеринку в неподходящем костюме, после чего спрашивает совет у Майка. Майк понимает, что дочь растет. Фрэнки идет с Бриком и его проблемными одноклассниками за конфетами. Аксель с друзьями хотят собрать конфеты со всей округи, а потом вновь продать их соседям, но в итоге помогают детям вернуть украденные конфеты. |            |                                                       |                               |                                                                       |                  |               |                     |
| 56 | 8          | «Heck's Best Thing» «Лучшее в Хэках»                  | Ли Шаллат-Чемел               | Виджал Пател                                                          | 2 ноября 2011    | 3X6908        | 9,41                |
| Фрэнки и Майк беспокоятся, что Аксель поставит под угрозу получение спортивной стипендии для колледжа. Аксель ведет себя как джентльмен с представителем колледжа, но возвращается к обычному поведению, когда тот уходит. Фрэнки и Майк осознают, что приберегают хорошие манеры для окружающих, а не для семьи. Сью и Брик пользуются мобильным тети Эди, но все быстро выходит из-под контроля. |            |                                                       |                               |                                                                       |                  |               |                     |
| 57 | 9          | «The Play» «Спектакль»                                | Эяль Гордин                   | Сюжет: Рой Браун и Джана Хантер и Митч Хантер Телесценарий: Рой Браун | 16 ноября 2011   | 3X6909        | 9,19                |
| Фрэнки и Сью участвуют в городской постановке «Волшебника страны Оз». Режиссер говорит Фрэнки, что Сью не может участвовать в постановке из-за сумасшедшего взгляда. После разговора с матерью Сью считает, что они обе не будут участвовать в спектакле, вынуждая Фрэнки тайно выбираться из дома на репетиции. Брик просит дядю Расти прийти в школу на «День особых друзей», тот соглашается, но не приходит. В качестве извинений Расти забирает Брика из школы, ведет в боулинг и учит водить машину. Акселю запрещено играть в видеоигры за езду на машине с закрытыми глазами, поэтому он проводит время, подбрасывая монетку.                                                     |            |                                                       |                               |                                                                       |                  |               |                     |
| 58 | 10         | «Thanksgiving III» «День Благодарения 3»              | Эллиот Хигарти                | Тим Хоберт                                                            | 23 ноября 2011   | 3X6910        | 9,08                |
| На день благодарения Хэки отправляются к родителям Фрэнки. Праздники теряют часть своего очарования, когда приезжает сестра Фрэнки – Дженет (Молли Шэннон). Майк дает совет Акселю о том, как знакомиться с девушками. Брик пытается доказать, что не ломал дорогую игрушку кузины. Сью с радостью присоединяется к сплетничающим матери, бабушке и тете. |            |                                                       |                               |                                                                       |                  |               |                     |
| 59 | 11         | «A Christmas Gift» «Рождественский подарок»           | Блейк Эванс                   | Джана Хантер и Митч Хантер                                            | 7 декабря 2011   | 3X6911        | 8,72                |
| Майк пытается скрыть от Фрэнки рождественский подарок – новую посудомоечную машину. На вечеринке Фрэнки жалуется соседям на мужа и вынуждает Майка испортить сюрприз. Сью просит преподобного ТимТома объяснить значение Рождества Брику, который задает много вопросов после прочтения библии. Боб пытается впечатлить Акселя во время совместной продажи рождественских елей. |            |                                                       |                               |                                                                       |                  |               |                     |
| 60 | 12         | «Year of the Hecks» «Год Хэков»                       | Эллиот Хигарти                | Дэвид С. Розенталь                                                    | 4 января 2012    | 3X6912        | 9,99                |
| По призыву Фрэнки члены семьи пишут друг другу цели на новый год: Фрэнки должна проводить больше времени с Бриком, Майк - чаще улыбаться, Сью - перестать участвовать в делах, в которых она не может добиться успеха, Аксель должен убраться в комнате, а Брик - перестать постоянно читать. Для того кто сможет придерживаться цели в течение недели назначен приз - билет в кафе съешь-все-что-сможешь. Семья обнаруживает, что держать обещание сложно: Фрэнки оставляет Брика на работе, Аксель находит давно потерянную работу с отличной оценкой, Майк узнает, что у улыбки есть плюсы и минусы, Брик страдает от недостатка чтения, Сью пытается создать группу поддержки борцов. |            |                                                       |                               |                                                                       |                  |               |                     |
| 61 | 13         | «The Map» «Карта»                                     | Ли Шаллат-Чемел               | Диэнн Хелайн и Эйлин Хейслер                                          | 11 января 2012   | 3X6913        | 9,45                |
| После похорон тети Джинни Фрэнки понимает, что надо чаще отмечать достижения членов семьи. Аксель съедает школьный проект Брика, а Сью узнает, что нравится мальчику из школы. |            |                                                       |                               |                                                                       |                  |               |                     |
| 62 | 14         | «Hecking It Up» «Испортить»                           | Блейк Т. Эванс                | Виджал Пател                                                          | 18 января 2012   | 3X6914        | 8,08                |
| Фрэнки записалась в волонтеры на время проведения Суперкубка в Индиане и расстроена тем, на какую работу ее назначили. Семья Донахью уезжает и Хэки используют их машину. Сью пытается рассказать своему парню о своих чувствах. |            |                                                       |                               |                                                                       |                  |               |                     |
| 63 | 15         | «Valentine's Day III» «День Святого Валентина 3»      | Ли Шаллат-Чемел               | Джана Хантер и Митч Хантер                                            | 8 февраля 2012   | 3X6915        | 8,44                |
| Фрэнки решает провести День святого Валентина в ресторане вместе с друзьями и их супругами. Во время ужина все мужчины кроме Майка покупают дамам цветы, и это злит Фрэнки. Брику задали доклад о любви, и он решает написать о любви родителей. Аксель должен написать о событии, изменившем его жизнь, но считает, что с ним не происходило ничего достойного по сравнению с друзьями. После первого французского поцелуя Сью считает, что ее парень плохо целуется. |            |                                                       |                               |                                                                       |                  |               |                     |
| 64 | 16         | «The Concert» «Koнцерт»                               | Фил Трейлл                    | Рой Браун                                                             | 15 февраля 2012  | 3X6916        | 8,04                |
| Сью отчаянно хочет получить билет на концерт Джастина Бибера в Индианаполисе. Фрэнки решает купить ей билет, но электронные билеты быстро распродают. Сью узнает, что билеты еще продают в Индианаполисе, и вдвоем с Фрэнки они отправляются стоять в "живой" очереди. После покупки двух билетов Фрэнки думает, что пойдет на концерт с дочерью, но Сью решает пригласить подругу. Майк тренирует Брика перед очередным конкурсом правописания. Аксель с друзьями хотят доказать, что могут бежать быстрее 15 миль в час. |            |                                                       |                               |                                                                       |                  |               |                     |
| 65 | 17         | «The Sit Down» «Усаживание»                           | Ли Шаллат-Чемел               | Тим Хоберт                                                            | 22 февраля 2012  | 3X6917        | 7,48                |
| Дети считают, что Фрэнки слишком много ворчит на них, а наказания Майка - безумны, и когда им выдается возможность доказать свою ответственность, оказывается, что это сложнее, чем они думали. Аксель возит Сью по городу в попытках найти потерянную куртку, а Брик с заднего сиденья вслух читает "О мышах и людях", чтобы Аксель мог написать доклад для школы. Фрэнки и Майк решают извлечь выгоду из сложившейся ситуации и провести время вдвоем. |            |                                                       |                               |                                                                       |                  |               |                     |
| 66 | 18         | «Leap Year» «Високосный год»                          | Алекс Хардкасл                | Дэвид С. Розенталь                                                    | 29 февраля 2012  | 3X6918        | 8,23                |
| Несмотря на уверения Фрэнки об обратном, Сью думает, что родители планируют устроить ей большую вечеринку на день рождения, так как в этот раз она может отпраздновать его непосредственно 29 февраля. Фрэнки узнает, что Майк на работе заботится о бродячей кошке. Брику нравится девочка, которая кусает все вокруг. Акселю скучно и он становится одержим уборкой с пылесосом. |            |                                                       |                               |                                                                       |                  |               |                     |
| 67 | 19         | «The Paper Route» «Разносчик газет»                   | Ли Шаллат-Чемел               | Джек Бёрдитт                                                          | 14 марта 2012    | 3X6919        | 6,93                |
| Брик нанимается развозить газеты, чтобы купить очки ночного видения. Аксель пытается убедить Сью, что ее отношения с Мэттом не будут долгими. Фрэнки обнаружила, что Майк тайно прячет батарейки. |            |                                                       |                               |                                                                       |                  |               |                     |
| 68 | 20         | «Get Your Business Done» «Законченные дела»           | Блейк Т. Эванс                | Виджал Пател                                                          | 11 апреля 2012   | 3X6920        | 7,06                |
| После вдохновляющей речи пастора из новой церкви о жизни без сожалений и следовании своей судьбе Фрэнки пытается найти свое "дело". Брик хочет новую кровать, Аксель покупает вместо нее игровой стол и проигрывает Брику в аэрохоккей. Сью подрабатывает няней, но дела идут не очень хорошо, когда ее нанимают приглядывать за мальчиком ее возраста. |            |                                                       |                               |                                                                       |                  |               |                     |
| 69 | 21         | «The Guidance Counselor» «Школьный советник»          | Ли Шаллат-Чемел               | Джана Хантер и Митч Хантер                                            | 2 мая 2012       | 3X6921        | 6,63                |
| Сью чувствует странную связь со школьным советником (Вупи Голдберг), когда приходит с вопросом о своей "невидимости" в школе. Фрэнки расстроена тем, что Майк решает собрать новую кровать самостоятельно. Брик пытается подать жалобу президенту на президентский тест по физической подготовке. |            |                                                       |                               |                                                                       |                  |               |                     |
| 70 | 22         | «The Clover» «Клевер»                                 | Фил Трейлл                    | Рой Браун                                                             | 9 мая 2012       | 3X6922        | 6,60                |
| Брик верит, что найденный четырехлистный клевер приносит неудачи. Майк с отцом не согласны в вопросах воспитания Брика. Аксель в шоке, когда Дэррин приглашает Сью на танцы. Поскольку сам Аксель второй год подряд случайно приглашает на танцы Странную Эшли, ему приходится строить планы, как отвадить парней от девушки, которая ему нравится. Фрэнки ищет сиделку для тети Эди, так как та едва не сожгла свой дом. |            |                                                       |                               |                                                                       |                  |               |                     |
| 71 | 23         | «The Telling» «Доносчик»                              | Ли Шаллат-Чемел               | Тим Хоберт                                                            | 16 мая 2012      | 3X6923        | 6,53                |
| Кажется что у Фрэнки есть глаза на затылке, когда она ловит Сью и Акселя на проступках, о которых никто не может знать. Вскоре выясняется, что Брик шпионит для матери и Майк совершенно против этого. Аксель поздно возвращается с вечеринки, Сью ловит его и шантажом заставляет брата помогать ей. Фрэнки застревает на работе и Майку приходится идти на родительское собрание Брика. |            |                                                       |                               |                                                                       |                  |               |                     |
| 72 | 24         | «The Wedding» «Свадьба»                               | Фил Трейлл                    | Виджал Пател                                                          | 23 мая 2012      | 3X6924        | 6,52                |
| Хэки узнают, что брат Майка Расти женится. Но радость была недолгой - свадьба должна пройти в их доме. Фрэнки в ужасе от сжатых сроков: для свадьбы нужно сделать много, в том числе отремонтировать дом. Брик не может пойти на вечеринку друга из-за того, что она в тот же день, что и свадьба. Аксель с друзьями ищут работу на лето и решают открыть собственный бизнес, первым делом их нанимают выкорчевать пень. |            |                                                       |                               |                                                                       |                  |               |                     |